# Diospyros bangkana
Diospyros bangkana är en tvåhjärtbladig växtart som beskrevs av Bakh. Diospyros bangkana ingår i släktet Diospyros och familjen Ebenaceae. Inga underarter finns listade i Catalogue of Life.